# Masthermannia runcifer
Masthermannia runcifer är en kvalsterart som först beskrevs av Sellnick 1959.  Masthermannia runcifer ingår i släktet Masthermannia och familjen Nanhermanniidae. Inga underarter finns listade i Catalogue of Life.